# Corchorus torresianus
Espèce
Corchorus torresianus est une espèce de plantes à fleurs de la famille des Malvaceae.

## Distribution
Cette plante a pour aire de répartition d'origine la Nouvelle-Calédonie.

## Systématique
Le nom correct complet (avec auteur) de ce taxon est Corchorus torresianus Gaudich..
Corchorus torresianus a pour synonymes :
- Corchorus tiniannensis Hosok.
- Corchorus torresianus var. yunckeri Fosberg